# 18636 Villedepompey
18636 Villedepompey è un asteroide della fascia principale. Scoperto nel 1998, presenta un'orbita caratterizzata da un semiasse maggiore pari a 2,9131071 UA e da un'eccentricità di 0,0479268, inclinata di 2,56731° rispetto all'eclittica.